# Tavares (Floryda)
Tavares – miasto w Stanach Zjednoczonych, w stanie Floryda, siedziba administracyjna hrabstwa Lake.

## Demografia
W roku 2000 miasto zamieszkiwało 9700 osób, a gęstość zaludnienia wynosiła 502,6 osoby/km². W roku 2023 liczba mieszkańców wzrosła do 21 061 osób, a gęstość zaludnienia przekroczyła 1090 osób/km². Na przestrzeni niespełna ćwierćwiecza zaludnienie Tavares zwiększyło się prawie 2,2-krotnie.